# Cheikh Faty Faye
Pour les articles homonymes, voir Faye.
Cheikh Faty Faye, né le 27 décembre 1942 et mort le 18 février 2021 à Dionewar, est un enseignant, historien et écrivain sénégalais. 

## Biographie

### Enfance, éducation et débuts
Cheikh Faty Faye naît le 27 décembre 1942 à Dionewar. Il est issu d’une famille de 5 enfants dont le père est pêcheur. Il perd sa mère à l’âge d’un an. Il commence un cursus primaire dans son village natal en 1947, il entre en 6e au collège technique de Saint-Louis, où il est boursier et interne. Cette bourse lui permet d’aider financièrement sa famille et de participer à la construction d’une maison dans son village. Après la classe de 3e, il poursuit ses études au lycée professionnel Maurice Delafosse de Dakar, où il obtient le baccalauréat en économie et s’inscrit à l’université en histoire, en octobre 1964. Il obtient une bourse pour la France avec l’aide d’Iba Der Thiam et s'inscrit à l’université Paris 7 où il fait un DEA puis une thèse, soutenue en 1991, sur « Les enjeux politiques à Dakar (1945-1960) », sous la direction de Catherine Coquery-Vidrovitch.  

### Carrière
Il travaille à l’université jusqu'en 1969. Il enseigne au lycée Charles De Gaulle de Saint-Louis. Pour des raisons politiques, il connaît une mutation au lycée Gaston Berger de Kaolack.

### Décès
Il décède le 18 février 2021 et est inhumé dans son village natal à Dionewar.

## Vie associative
Son parcours universitaire est marqué par des responsabilités syndicales et associatives. En France, il milite dans plusieurs associations dont celle des travailleurs immigrés, celle des ressortissants des îles du Saloum et celle des travailleurs sénégalais en France, en particulier des actions d’alphabétisation,.

## Œuvres
- Cheik Faty Faye, La civilisation musulmane: Des origines à la fin de l'empire abbasside, Editions l'Harmattan, 14 septembre 2020, 112 p. (ISBN 978-2-343-20596-0)[3]
- Cheik Faty Faye, Les luttes syndicales dans le développement socio-économique de l'Afrique: Le cas du Sénégal, Editions l'Harmattan, 14 septembre 2020, 128 p. (ISBN 978-2-343-20597-7)

## Vie privée
Cheikh Faty Faye était père de huit enfants, dont six avec Fatou Thior et deux avec Bineta Sarr qu’il a épousé après son divorce avec Fatou Thior.